# Audrey van der Meer
Audrey van der Meer (Velsen, 1º ottobre 1966) è una neuroscienziata norvegese di origini olandesi.
Docente di neuropsicologia presso il Dipartimento di Psicologia dell’Università norvegese di scienza e tecnologia (NTNU). Con il marito, il Professore di Psicologia Cognitiva Ruud van der Weel, dirige il Laboratorio di Neuroscienze dello Sviluppo presso la NTNU. La sua ricerca mira a comprendere i principi alla base che guidano lo sviluppo cognitivo, l'apprendimento e l'invecchiamento.
È entrato a far parte del dipartimento di psicologia della NTNU nel 1996, nello stesso anno colleghi neuroscienziati Edvard Moser e May-Britt Moser sono entrati nel dipartimento; nel 1997 è stata promossa a docente ordinario di neuroscienze. Faceva parte della Sezione di Psicologia Biologica diretta da Edvard Moser, ma aveva un proprio gruppo di ricerca. È membro della Royal Norwegian Society of Sciences and Letters.